# 다인오디오
다인오디오(Dynaudio)는 1977년 설립된 덴마크의 스피커 제조사이다. 다인오디오는 자체 드라이버만을 사용하는 스피커들을 제조한다. 전문가용 스튜디오 모니터 스피커에 초점을 맞춘 다인오디오 어쿠수틱스(Dynaudio Acoustics)라는 이름의 자회사가 있다. 다인오디오 스피커들은 전 세계 100,000곳 이상의 녹음 스튜디오에 설치되어 있으며 BBC 라디오 앤드 뮤직(BBC Radio & Music)의 레퍼런스 모니터로 선정되었다. 다인오디오는 스웬데의 자동차 제조사 볼보자동차의 OEM 오디오 제공자이며 오늘날 독일의 자동차 제조사 폭스바겐을 위한 제공자로 자리매김했다.
부가티 또한 다인오디오를 자사의 OEM 오디오 제공자로 지정하였다.
다인오디오는 2015년 12월 AM3D A/S라는 이름의 덴마크 오디오 기업을 인수하였다.

## 갤러리

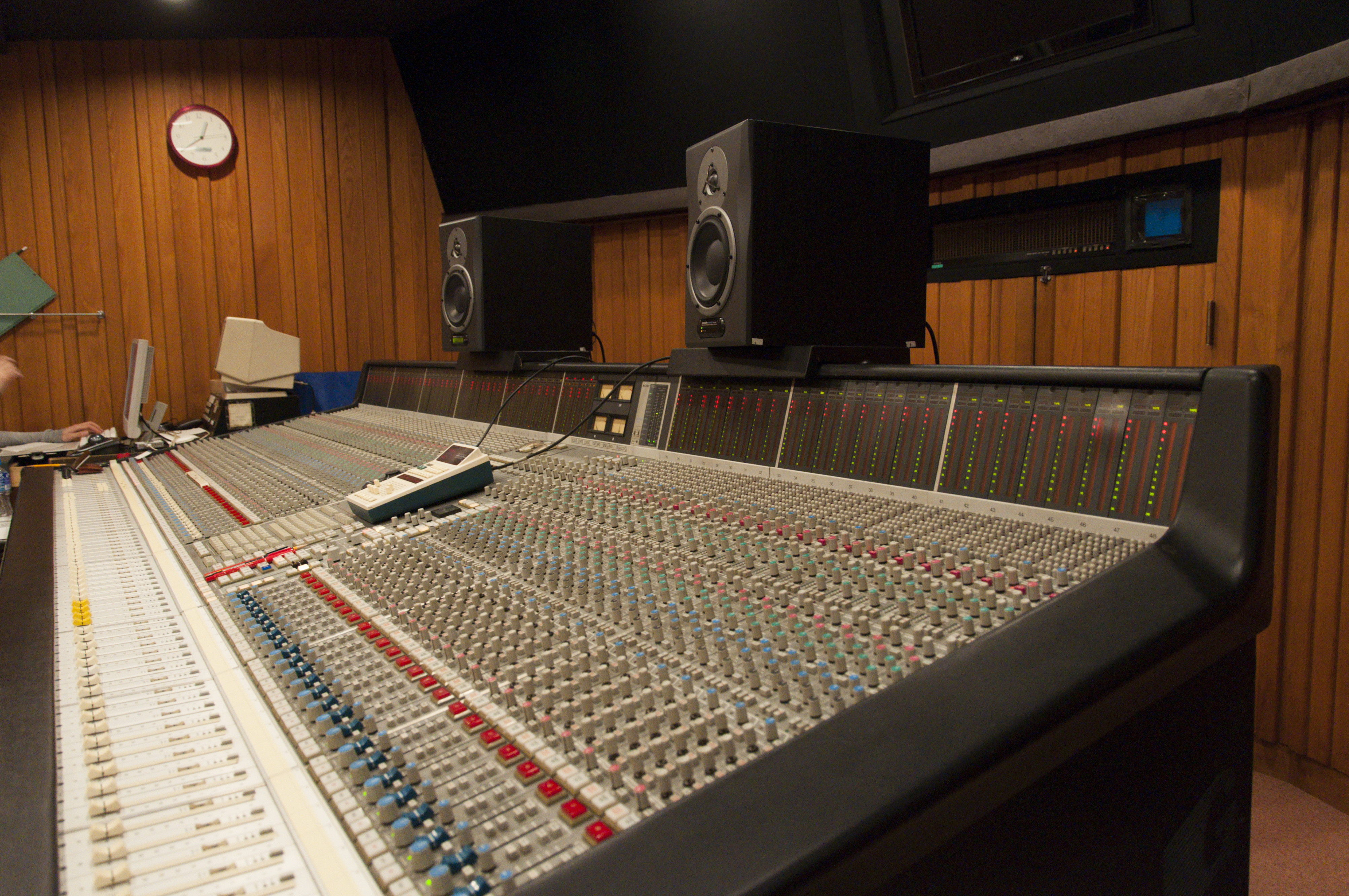
Dynaudio AIR6
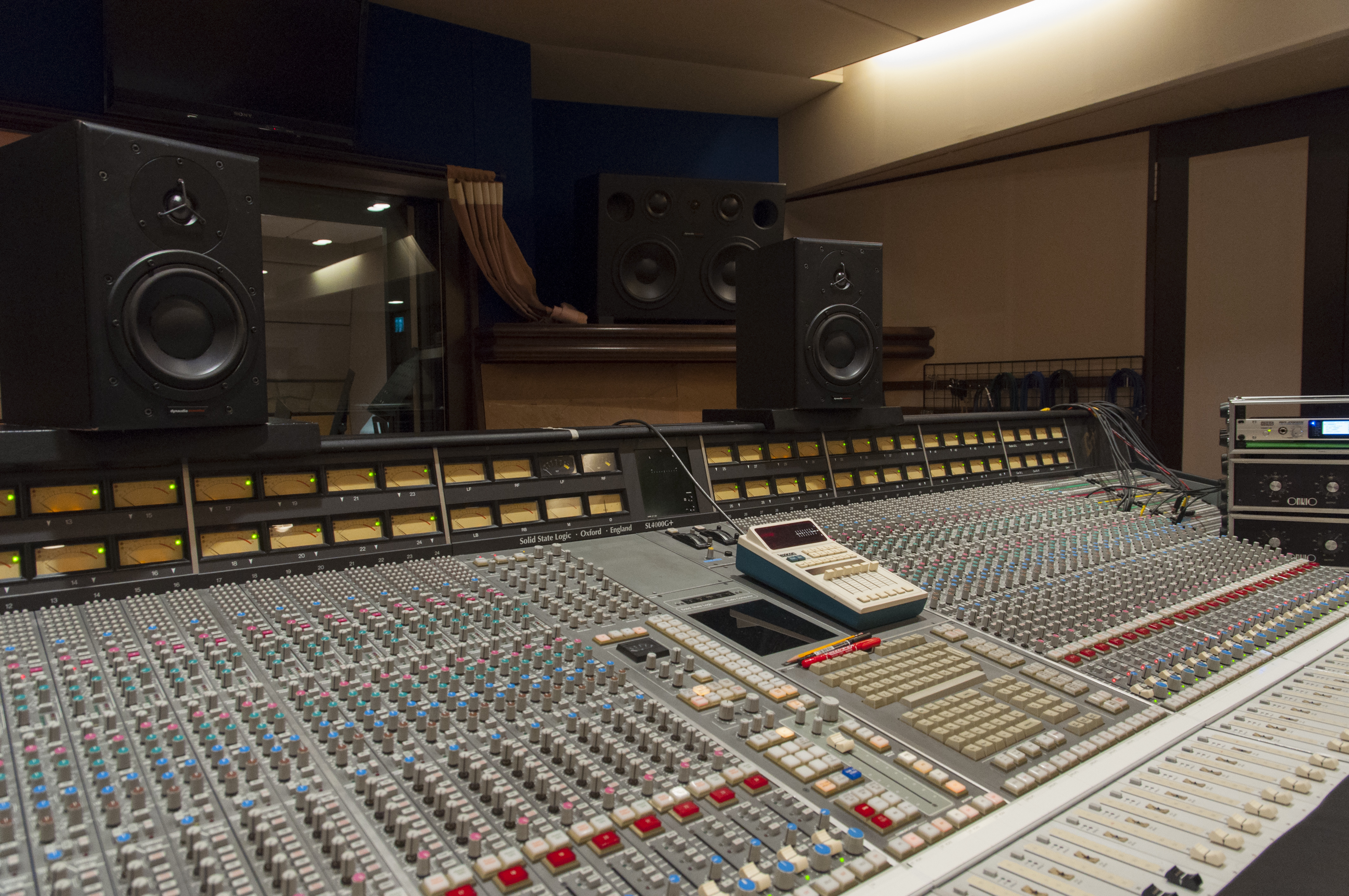
Dynaudio BM6
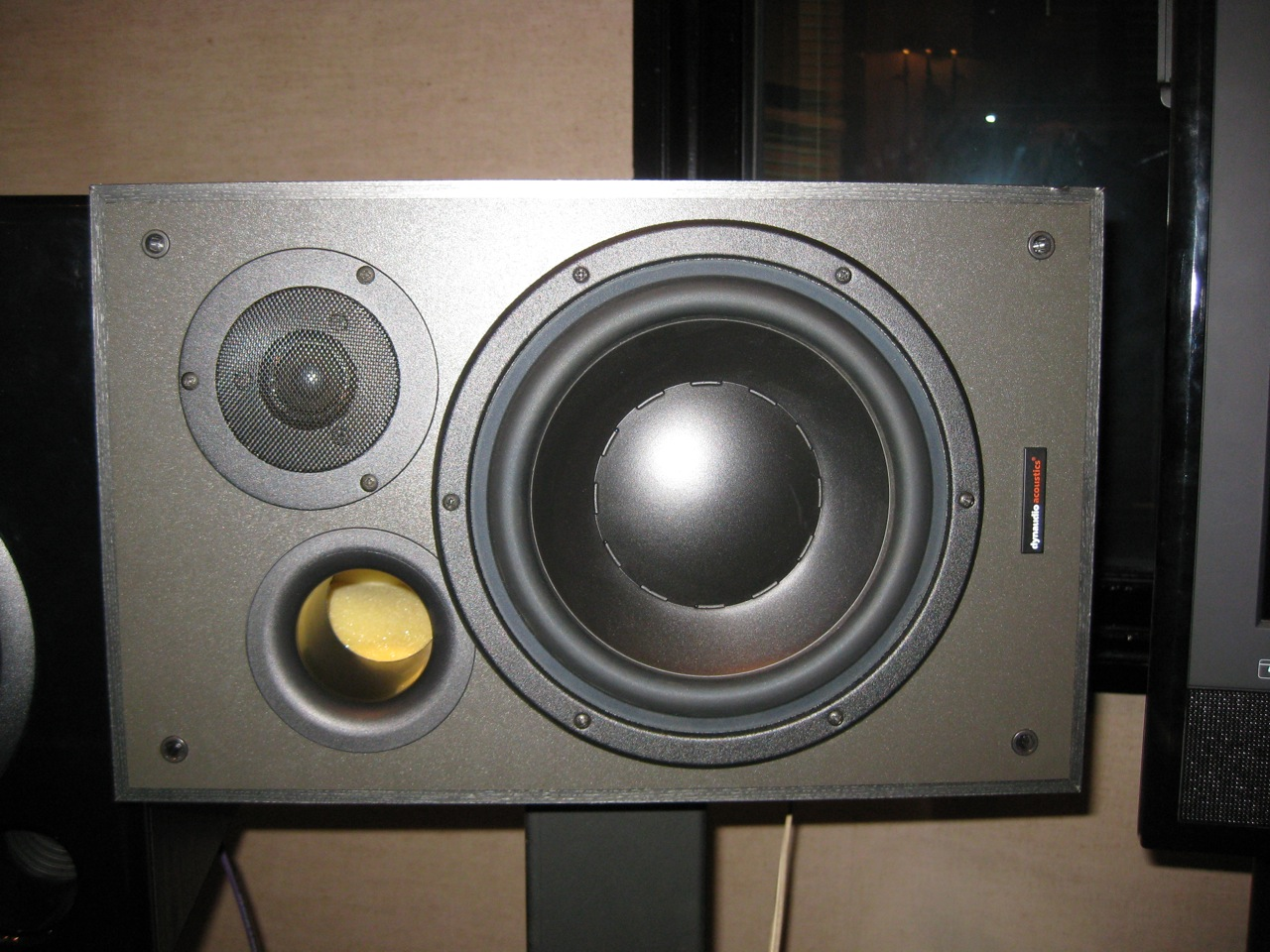
Dynaudio BM15P
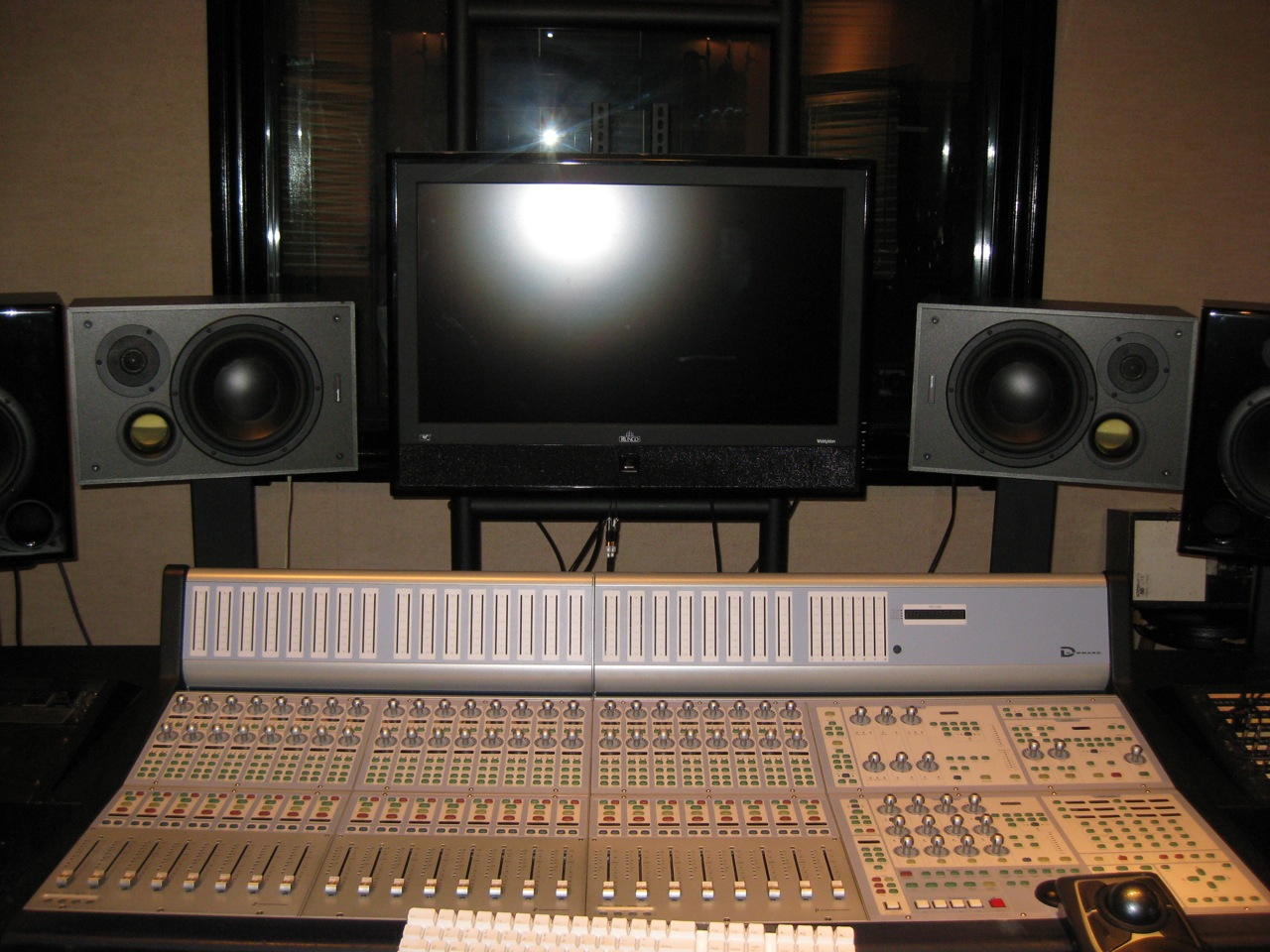
Dynaudio BM15P
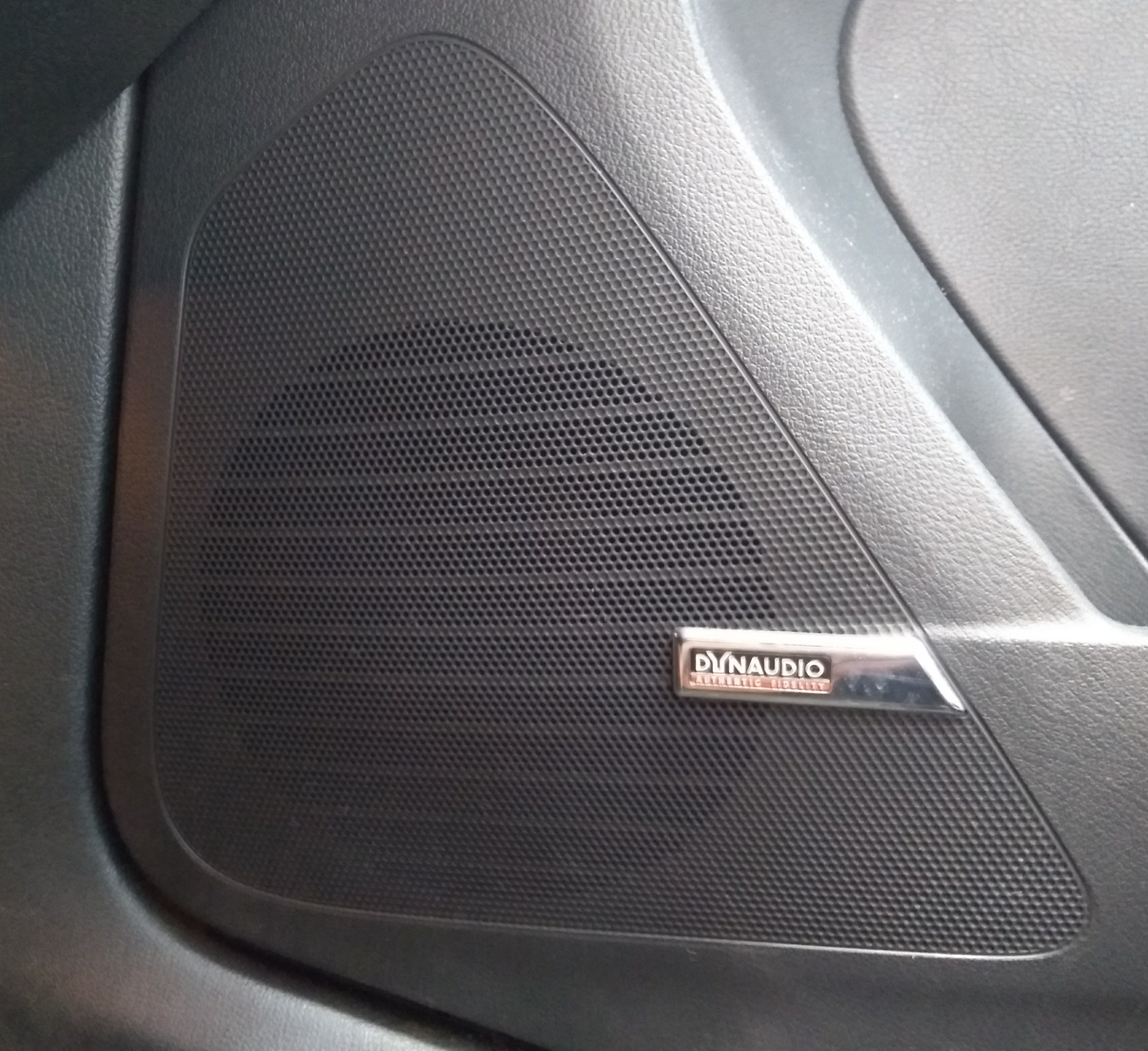
Dynaudio speaker inside a Volkswagen Tiguan